# 悉尼广场
悉尼广场（Place de Sydney）是法国巴黎的一个广场，位于巴黎第七区和巴黎十五区交界，埃菲尔铁塔西侧，Suffren大街、Jean Rey路以及Octave Greard大街的交汇处。
悉尼广场得名于澳大利亚城市悉尼。该广场原名澳大利亚广场，于2000年改为现名。